# قلعة غيفو
قلعة غيفو هي قلعة يابانية تقع في مدينة غيفو بمحافظة غيفو ويعتبر معلم رئيسي للمدينة، في 2011 أدرجت القلعة كموقع تاريخي وطني.